# Psectrosema manii
Psectrosema manii är en tvåvingeart som beskrevs av Harris 1983. Psectrosema manii ingår i släktet Psectrosema och familjen gallmyggor.
Artens utbredningsområde är Pakistan. Inga underarter finns listade i Catalogue of Life.